# Rawson megye (Chubut)
Rawson egy megye Argentínában, Chubut tartományban. Bár legnagyobb városa Trelew, székhelye az ennél jóval kisebb Rawson település.

## Települések
A megye a következő nagyobb településekből áll:
- Playa Unión
- Puerto Rawson
- Rawson (megyeszékhely)
- Trelew (legnagyobb város)
- Playa Magagna

Kisebb települései (Parajes):
- Punta Ninfas
- Playa Santa Isabel
- Playa El Faro